# Pleolophus vestigialis
Pleolophus vestigialis är en stekelart som först beskrevs av Forster 1850.  Pleolophus vestigialis ingår i släktet Pleolophus och familjen brokparasitsteklar. Inga underarter finns listade i Catalogue of Life.